# هنری فرفیلد آزبورن
هنری فرفیلد آزبورن (انگلیسی: Henry Fairfield Osborn؛ ۸ اوت ۱۸۵۷ – ۶ نوامبر ۱۹۳۵) یک زمین‌شناس اهل ایالات متحده آمریکا بود.
وی نظریه شایسته‌زایی (Aristogenesis) را ایجاد کرد. نظریه‌ای که (برخلاف نظریه راست‌زایی) منشأ ویژگی‌های تازه را در جانداران ناشی از سازگاری‌شان با محیط می‌داند.